# シウア・ハラヌコヌカ
シウア・ハラヌコヌカ（Siua Halanukonuka、1986年8月9日 - ）は、プロD2・USAペルピニャンに所属するラグビー選手。

## プロフィール
- トンガ・トンガタプ島出身。
- ポジションはプロップ(PR)。
- 身長 186cm、体重 120kg
- トンガ代表キャップは13(2020年5月現在）でラグビーワールドカップ2019のトンガ代表に選ばれた[1]。

## 略歴
カウンティーズ・マヌカウ、オークランド、タスマン、ナルボンヌ、ハイランダーズを経て、2017年、グラスゴー・ウォリアーズに加入。
2020年、USAペルピニャンに加入。 